# Dynorfine
Dynorfines zijn opioïde peptides die werken als neurotransmitter. Ze worden geproduceerd door groepen zenuwcellen, op verschillende plekken in het centraal zenuwstelsel, zoals de hypothalamus, de hippocampus en het ruggenmerg. Voorbeelden van dynorfine zijn dynorfine A en dynorfine B.
Dynorfine heeft veel verschillende functies, waaronder bijdragen aan het patroon van elektrische activiteit in de hersenen, het zorgen voor negatieve feedback, inhibitie (afremming) bij bepaalde processen en bij het controleren van het hongergevoel.
acetylcholine (ACh) · adrenaline · anandamide · aspartaat (Asp) · β-lipoproteïne · bombesine · cholecystokinine (CCK) · corticotropine (ACTH) · dopamine (DA) · dynorfine · endorfine · enkefaline · γ-aminoboterzuur (GABA) · glutamaat (Glu) · glycine (Gly) · histamine · leumorfine · motiline · neurofysine I · neurofysine II · neurokinine A · neurokinine B · neuropeptide A · neuropeptide γ · neuropeptide Y · noradrenaline · peptide YY · serotonine (5-HT) · stikstofoxide (NO) · substantie P